# Boro-tala
Boro-tala je řeka v ČLR na západě autonomní oblasti Sin-ťiang v Džungarsku. Je 250 km dlouhá.

## Průběh toku
Řeka protéká mezi hřbety Džungarský Alatau na severu a Boro-choro a jeho výběžky na jihu. Na dolním toku někdy vysychá. Říční koryto je velmi členité a na dolním toku dosahuje šířky 100 až 150 m. Ústí do jezera Ebinur.

## Vodní režim
Vyšších vodních stavů dosahuje na jaře. Také v létě dochází k povodním, které jsou způsobené dešti.

## Využití
Na dolním toku se využívá na zavlažování a k zásobování vodou.